# Henri-Félix de Lamothe
Pour les articles homonymes, voir Lamothe.
Henri-Félix de Lamothe, né le 8 août 1843 à Metz et mort le 20 mars 1926 à Paris, est un administrateur colonial français. Gouverneur du Sénégal de 1890 en 1895, il a appartenu à la Ligue coloniale, à l'Union coloniale et au Comité d'action républicaine aux Colonies.

## Biographie
Fils de Benjamin de Lamothe et de Marie-Caroline Luchaire, Henri Félix de Lamothe naît le 8 août 1843 à Metz qui est alors une ville de garnison. Le jeune Henri Félix se destine à une carrière scientifique. Il intègre donc l'École polytechnique (France), avant que le cours de sa vie ne change au début des années 1860.

### Carrière militaire (jusqu'en 1871)
En 1862, il s'enrôle en Italie dans la légion hongroise formée par Kossuth, qui avait combattu au côté des troupes franco-piémontaises en 1859. Kossuth espérait que la guerre contre l'Autriche se prolongerait par la libération de la Hongrie et permettrait la formation d'une Confédération Danubienne regroupant la Hongrie, la Transylvanie, la Roumanie, la Croatie et, en cas de désintégration de l'Empire ottoman, la Serbie et les autres pays slaves du sud.
La légion hongroise se joint aux chemises rouges de Garibaldi, qui souhaite une alliance roumano-hongroise pour libérer l'Europe du Sud-Est, sans succès. Lorsqu'est déclenchée la troisième insurrection polonaise en 1863, la légion hongroise ne pouvant agir pour libérer la Hongrie, Lamothe se rend en Pologne et combat dans les rangs des insurgés.
En 1865, après un passage en Italie, il s'engage en France au 8e régiment d'infanterie, ce qui le conduit à séjourner au Sénégal entre 1867 et 1871.

### Carrière journalistique (1871-1886)
Henri-Félix de Lamothe quitte son régiment en 1871 et se lance dans une carrière de journaliste pour différents journaux algériens. Entre 1873 et 1874, le gouvernement canadien lui confie un voyage d'études au Canada, dont il publie la relation dans Le Tour du monde. Nouveau journal des voyages, sous le titre « Excursion au Canada et à la rivière Rouge du nord ». Ce voyage et la description du pays visité devait, dans l'esprit du gouvernement canadien, faire la promotion du pays pour encourager l'immigration de Français.
L'année suivante, Lamothe devient correspondant au journal Le Temps. À ce titre, il assiste à l'insurrection de l'Herzégovine en 1875, puis au soulèvement de patriotes bulgares en 1876, qui est réprimé dans le sang par les troupes turques et les troupes irrégulières, les bachi-bouzouks. Lors du massacre de Batak, 3 000 à 5 000 personnes sont ainsi tuées, et le village incendié par l'armée turque.
Lamothe séjourne ensuite dix-huit mois en Amérique à l'occasion de l'Exposition universelle de Philadelphie dédiée au centenaire de l'Indépendance des États-Unis, puis pour visiter la Louisiane, Cuba et Haïti.
Après son retour en France en 1877, il suit la guerre russo-turque de 1877-1878, sur le Danube et dans les Balkans. Il assiste en particulier à la bataille de Plevna pendant le siège de Plevna, le 11 septembre de cette année, avant de voyager en Algérie et en Tunisie entre 1879 et 1881. Il y commente les opérations militaires de l'Aurès et la campagne de Tunisie. Il est membre fondateur de la Société de Protection des indigènes en 1880.
En 1882, après un court séjour en Égypte, il revient à Paris et devient chargé de la partie coloniale du journal Le Temps. En 1884, le journal l'envoie à Berlin pour suivre la Conférence Internationale relative à la constitution de l'État neutre du Congo et à la neutralisation du grand fleuve africain.
En 1885, le résident général de France en Tunisie envoie Henri-Félix de Lamothe comme délégué à l'Exposition universelle d'Anvers. Un peu plus tard la même année, il quitte le pays pour se rendre dans les Balkans à la suite de l'éclatement d'une révolution à  Philippopoli (Plovdiv) et de la fuite des autorités turques. Il assiste dans les rangs de l'armée bulgare aux batailles de Slivnitza et de Pirot. L'année suivante, il est fait chevalier de la Légion d'honneur.

### Saint-Pierre-et-Miquelon (1886-1889)
Sur les recommandations de Charles de Freycinet, alors président du Conseil, Henri-Félix de Lamothe entre dans l'administration coloniale. Il est alors successivement commandant (1886-1887) puis gouverneur (1887) à Saint-Pierre-et-Miquelon, où il revient occuper ce poste (1888-1889) après une période d'intérim.

### Au Sénégal (1889-1895)
Entre fin 1889 et 1895, Henri-Félix de Lamothe est gouverneur du Sénégal. Il y soumet les Toucouleurs du Fouta central, travaille à l'organisation des pays de protectorat et à la création des budgets régionaux, à l'origine du développement financier de l'Afrique-Occidentale française. Il fait rouvrir l'école des fils de chefs, fermée depuis 1871 et supprimer  l'impôt sur la circulation des marchandises en pays wolof. La durée de sa présence et ses puissants appuis en métropole lui permettent de consolider la conquête, d'établir de nouvelles procédures pour le gouvernement colonial, et d'attaquer l'opposition qui avait mis l'administration dans l'embarras. Probablement entre 1889 et 1891, il se lie d'amitié avec le lieutenant-colonel Joseph Simon Galliéni, nommé au commandement supérieur du Haut-Fleuve (Sénégal) depuis 1886 et envoyé au Tonkin en 1891.

#### Réaction à l'assassinat d'Abel Jandet
Durant sa présence au Sénégal, Lamothe interfère dans le processus électoral et dans les affaires du conseil municipal de Saint-Louis. Il est aussi à l'origine de décisions dans une affaire qui oppose Gaston Devès, entrepreneur dont la maison de commerce à des intérêts dans la région de Podor, et l'administration locale, à la suite de l'assassinat d'Abel Jandet. Ce dernier, arrivé de France en 1887 pour faire partie de la Direction des Affaires politiques du Sénégal, est tué par un soldat mécontent à Podor où il avait été envoyé en mission par le gouverneur Clément Thomas. Après une enquête rapide concluant au complot, trois hommes sont exécutés dont le lam Toro Sidikh, ancien chef du protectorat du Toro, démis par Jeantet depuis 1887.
Devès est appuyé par Alexandre Isaac, défenseur des droits de l'Homme et sénateur de la Guadeloupe, et l'amiral Aristide Vallon, qu'ils avaient poussé aux élections de 1889. Les trois hommes poussent à l'action la justice sénégalaise, avec à sa tête Conrad Frédéric Ursleur, contre Louis Frédéric Tautain, commandant le poste de Podor, et un autre fonctionnaire.
Lamothe fait abandonner l'enquête et rappeler Ursleur, décapitant l'institution judiciaire sénégalaise. Le conseil municipal de Saint-Louis, qui était placée sous la direction d'un allié des Devès, est révoqué et remplacé par une commission dirigée par l'avocat Jules Couchard. En 1894

#### Traités avec Fodé Kaba, attaques de Fodé Silla
Le 28 septembre 1890, Henri-Félix de Lamothe envoie le télégramme suivant au Ministère des Colonies : 
Après consultation du commandant des Troupes et devant intérêt supérieur - maintenir bonne harmonie avec gouvernement anglais - crois pas devoir maintenir objection prédécesseur relative action commune contre Fodé Kaba - Cependant Fogny étant incontestablement dans notre sphère d'influence - semble indispensable que direction nous appartienne si opérons conjointement. - Dans cas contraire, opérerons seuls dans le Fogny et Anglais dans voisinage immédiat de la frontière. Cependant l'absence de troupes aguerries va obliger le gouverneur à surseoir à l'expédition.
Six mois plus tard, il envisage une solution plus habile que la guerre contre Fodé Kaba et envoie le capitaine Forichon, administrateur de Sédhiou (Seju), pour entrer en contact avec Fodé Kaba et le sonder sur l'éventualité d'un traité. Fodé Kaba, que Forichon rencontre à Médina, accepte un traité avec la France, qui lui reconnaît la possession du Kiang et du Fogny et le protège des agressions Joola. Le capitaine Forichon écrira au député Eugène Étienne, sous-secrétaire d'État aux Colonies, pour éviter une disgrâce à la suite de cette action. Henri-Félix de Lamothe quant à lui approuve le traité et écrit en ce sens au ministre. Pour lui, l'accord permet d'éviter une action commune avec les Anglais et d'assurer pour un temps la paix dans le Fogny pour mieux le contrôler.
Au printemps 1893, deux détachements sont envoyés vers le Fooñi (Fogny) pour soumettre les villages placés sous l'autorité de Fodé Kaba, mais qui refusent de lui obéir. Les combats sont violents. Le capitaine Grand, administrateur de Sédhiou (Seju), adresse à Saint-Louis un rapport critique : « Les Diolas ne se soumettront jamais à Fodé Kaba. Ses guerriers ne sont que des pillards très forts et très courageux en plaine et dans la brousse lorsqu'ils ont affaire aux femmes et aux enfants qu'ils recherchent avant tout. » Lamothe, en tournée en Casamance, répond par billet : « Veillez bien, je vous prie, à ce que Fodé et ses hommes ne tirent pas occasion du concours que les circonstances nous obligent à leur prêter en ce moment, pour se livrer à leurs procédés habituels de dépeuplement dont nos voisins de Gambie ne manqueraient pas d'exploiter et d'exagérer les nouvelles. »

Au mois de mai, un traité de protectorat est signé entre la République Française représenté par le gouverneur Henri-Félix de Lamothe et le Royaume de Fogny (Basse Casamance) représenté par le roi Fodé Kaba Doumbouya à Bona : 
Article 1 : Fodé Kaba remet entre les mains du gouverneur, la province du Fogny pour en assurer la tranquillité.
Article 2 : En remplacement des revenus qui lui avaient été reconnus dans le Fogny, Fodé Kaba recevra du gouvernement français en rente de 5 000 francs par an, qui seront pris sur la totalité des ressources du Fogny.
Article 3 : Fodé s'engage à s'abstenir d'une manière absolue de toute incursion sur le territoire diola; le paiement du revenu de 5 000 francs étant subordonné à l'exécution de cette clause.
Article 4 : Le gouvernement français s'engage en raison de l'hostilité qui existe entre le Fogny et Fodé, à le protéger contre toute agression des Diolas, à moins qu'il ne soit prouvé que l'agression provienne du fait de Fodé ou de ses sujets.

Article 5 : La frontière entre le pays de Fodé et le Fogny sera déterminée ultérieurement par un arrangement entre Fodé et le commandant de district de la Casamance. Fait à Bona, le 7 mai 1893.
En 1892, Henri-Félix de Lamothe part en tournée en Casamance après des attaques des Anglais sur les villages du Kiang, où ils ont tenté de s'emparer de Fodé Kaba. Pour Lamothe, les griefs des Anglais sont exagérés en raison de la présence de postes provisoires de tirailleurs sur la frontière avec la Gambie. Deux ans plus tard, Bathurst, en Gambie, défendue par le capitaine Westmoreland et 250 hommes, est attaquée par Fodé Silla à la tête de 800 guerriers. Lamothe réunit alors le Conseil de Défense et décide l'envoi d'une force suffisante en Casamance. L'objectif est d'empêcher les Malinké de se joindre à Fodé Silla et, au besoin, de le capturer s'il venait à se réfugier en Casamance. Fodé Kaba respecte le traité qu'il avait signé avec la France. Le 11 mars, Fodé Silla se rend à l'administrateur français de Karabane après avoir franchi la frontière de la Gambie. Ses soldats peuvent rester en Casamance après leur désarmement et acceptation de payer un impôt.

#### Relations avec Ahmed Saloum II
En 1891, Lamothe intervient dans les conflits au sein des émirats maures, qui perturbent la traite de la gomme et sont  préjudiciables aux intérêts de Saint-Louis. Il fait reconnaître Ahmed Saloum II comme seul chef des Trarza et signe avec lui un traité :
Article premier : Le gouvernement français reconnaît comme roi des Trarza Ahmed Saloum, fils d'Ely et petit-fils de Mohamed El Habib. En cas de mort, les Trarza choisiront un nouveau roi d'après leurs coutumes. Toutefois le Gouvernement français s'engage à ne pas reconnaître le nouveau roi s'il a assassiné ou fait assassiner son prédécesseur dans le but de le remplacer.

Article 2 : Ahmed Saloum agissant en son nom et au nom de ses successeurs demande que les Trarza soient placés sous protectorat français. Une coutume de 2 000 pièces de guinée lui est allouée pour l'aider à asseoir son autorité et payer les dettes de son prédécesseur.
Début février 1893, après plusieurs expéditions d'Amar Saloum, son oncle, contre Ahmed Saloum II, des négociations s'ouvrent à Saint-Louis entre les deux hommes. Henri-Félix de Lamothe propose une partition du Trarza. La partie orientale serait attribuée à Amar Saloum avec le titre de « Cheikh des Oulad Ahmed ben Dahmane ». Amar Saloum, fort de son droit d'émir et de son droit d'ascendant, refuse. Les négociations échouent. Le gouverneur de Lamothe adresse alors le 11 février un télégramme à l'administrateur de Podor autorisant l'élimination d'Amar Saloum sur le chemin de retour passé le délai du sauf-conduit. Mais Amar Saloum est fait prisonnier en octobre par les partisans d'Ahmed Saloum II, qui l'exécutent immédiatement.
Resté maître du Trarza, Ahmed Saloum II montre des velléités d'indépendance dès 1893 et bloque un certain temps les pistes caravanières aboutissant à Diagana, violant le traité. Il dénonce également la convention passée en mai 1892 avec Yamar Mbodj, qui donne d'après lui trop de droits aux Walo-Walo.
Le 10 septembre 1894, une nouvelle convention est signée, stipulant que les Walo-Walo doivent repasser le fleuve et accordant à Yamar Mbodj 5 000 guinées pour son aide dans l'élimination d'Amar Saloum. La colonie du Sénégal s'y réserve le droit d'opérer des retenues sur les coutumes d'Ahmed Saloum II s'il ne respecte pas les conventions.

#### Grands travaux
En 1891, Henri-Félix de Lamothe lance également de grands travaux avec des discussions sur un emprunt pour financer un nouveau pont et d'autres investissements. Le pont Faidherbe, qui relie l'île de Saint-Louis du Sénégal à la terre est devenu trop étroit. L'emprunt est accordé l'année suivante par décret du président Sadi Carnot, et la Caisse des Dépôts et Consignations verse 5 millions de francs en 1893.
Le coût de construction du pont, de 511 mètres de long, est estimé à 1 880 000 francs et adjugé à l'entreprise Nouguier, Kessler et Compagnie par le Conseil général du Sénégal, contre l'avis des techniciens parisiens. Les discussions sont si âpres avec le maire de Saint-Louis, Jean-Jacques Alin Crespin, que des rumeurs d'empoisonnement circulent contre Lamothe lors du décès de Crespin. Lamothe prononce cependant l'éloge funèbre du maire. Il y fait part de la perte d'un remarquable représentant de l'esprit sénégalais, mais rappelle les dissentiments qui ont existé entre eux du fait de ses exagérations de langage et d'attitude.
Le pont Faidherbe est inauguré le 14 juillet 1897.

#### Autres actions au Sénégal
En 1891, après le décret consacrant l'autonomie des Rivières du Sud (future Guinée française et dépendances), il envoie dans cette région une expédition militaire contre les Foulbé du Fouta-Djalon, accusant le gouverneur Ballay de mollesse. L'année suivante voit l'émancipation du Soudan français, malgré les protestations du Conseil général du Sénégal.
À la suite de la ratification de la Convention de Bruxelles, qui bannit la traite des esclaves en Afrique, Lamothe signe un traité avec les chefs Wolofs pro-français pour se mettre en accord avec la convention, mais ces derniers gardent le droit d'avoir des esclaves pour leur usage personnel. En avril 1892, Eugène Étienne, sous-secrétaire d'État aux colonies, lui demande de mettre en application la convention et de réprimer les derniers vestiges du commerce des esclaves.
Le 18 janvier 1894, Henri-Félix de Lamothe fait transférer la capitale de la Casamance de Gorée à Sédhiou. La Casamance est placée sous l'autorité du lieutenant-gouverneur Farque qui prend le titre d'administrateur supérieur. En 1895, la création du gouvernement général de l'Afrique occidentale conduit au changement de poste d'Henri-Félix de Lamothe. Jean-Baptiste Chaudié est alors nommé gouverneur général de l'Afrique-Occidentale française.

### En Guyane puis au Congo (1895-1900)
30 août 1895 au 3 juin 1896, après avoir été promu à la première classe de son grade, il est envoyé comme gouverneur en mission temporaire en Guyane. Puis, le 28 septembre 1897 il est nommé Commissaire général du Congo français en remplacement de Savorgnan de Brazza. À la demande des sociétés concessionnaires, il y instaure l'impôt de capitation, payable en nature en raison de la rareté de la monnaie française au Congo français. Fin 1897, il est délégué par le gouvernement français pour le représenter à l'inauguration du chemin de fer Matadi-Kinshasa (Léopoldville).
En 1898, Henri-Félix de Lamothe est rappelé à Paris par le gouvernement qui souhaite avoir son avis sur un régime de concession prévoyant de grandes concessions territoriales destinées à mettre en valeur les possessions françaises au Congo sur le modèle, apparemment prometteur, de ce qui se faisait dans l'État indépendant du Congo. Lamothe fait part de nombreuses réserves, dont il n'est pas tenu compte, et les abus du système mèneront à la mission d'enquête de Brazza en 1905.
De retour au Congo, Henri-Félix de Lamothe soutient énergiquement la mission d'Émile Gentil, qui remonte le fleuve Congo depuis juillet 1895, puis l'Oubangui et le Chari avant de pénétrer sur le territoire de Rabah et d'atteindre le lac Tchad. Cette mission mène à la signature d'un traité avec le sultan (Mbang) du Baguirmi, Mohamed Abd er Rhaman Gaourang II, faisant du Baguirmi un protectorat contre la menace de Rabah, venu du Bahr-el-Ghazal,,,. Au même moment, plusieurs opérations de l'armée française soulèvent un vif scandale, en particulier les exactions commises par la mission Voulet-Chanoine et le massacre du détachement Bretonnet.
En 1898, Henri-Félix de Lamothe signe l'arrêté créant un nouvel ordre judiciaire au Congo, indépendant de la cour d'appel du Sénégal sur le modèle de ce qui existait déjà en Côte d'Ivoire ou au Dahomey. Deux ans plus tard, il rentre en France à sa demande.

### En Asie (1901-1907)
Entre 1901 et 1902, Henri-Félix de Lamothe est lieutenant-gouverneur de Cochinchine, avant d'être nommé Résident supérieur du Cambodge jusqu'en 1904.
La mort du roi du Cambodge Norodom Ier lui donne l'occasion de présider à l'intronisation du roi Sisowath, demi-frère de Norodom, désigné par le Conseil de Régence et le Résident supérieur comme son successeur plutôt que les enfants du roi. Lamothe fait en sorte de respecter les traditions cambodgiennes et ne procède à aucun déploiement de force militaire.
De fin 1905 jusqu'en 1906, au moment où il allait rentrer en France pour prendre sa retraite, Henri-Félix de Lamothe se voit confier une mission d'études à Java et aux îles Philippines. Les conclusions de son rapport signalent l'urgente nécessité de substituer, en Indochine, la politique d'association à la politique de domination. En conclusion de son rapport qu'il a écrit en 1908, il reprend les idées d'association qu'il a déjà développées dans son rapport à la suite de sa visite aux Philippines en 1905 :
Pour assurer le maintien du statu quo territorial [en Indochine], il faudra obtenir leurs concours effectifs [des populations indochinoises] et ce concours on ne l'obtiendra qu'en substituant [...] le régime de l'association à celui de la domination. Avant dix ans, les Philippines en seront arrivées par la pratique du self-government à cet état d'esprit où un peuple est capable de faire un effort pour la défense d'un état de choses qui lui assure les bienfaits de l'autonomie intérieure et une participation si large à la gestion de ses propres affaires qu'il équivaut presque à l'indépendance [...] Peut-on arriver à un résultat analogue pour l'Indochine française ?
Ses idées sont adoptées par Clémentel, le ministre des Colonies d'alors, qui l'envoie de nouveau en Extrême-Orient pour poursuivre aux Indes anglaises ses études sur les différents procédés de gouvernement colonial.
Dans le rapport qu'il fait à la suite de sa visite des Indes néerlandaises, en 1905, il conclut : « je ne crois pas que nous puissions y trouver beaucoup d'exemples à suivre en matière d'orientation politique ou d'administration ». Il critique le régime paternaliste, la séparation entre Européens et autochtones et la mauvaise qualité du système éducatif.

### La retraite
Le 1er janvier 1907, Henri de Lamothe prend définitivement sa retraite. Il continue à s'intéresser aux questions coloniales françaises et étrangères et préconise dans la presse, ainsi qu'aux différents congrès, ses idées d'accession progressive des populations indigènes à la gestion des affaires des colonies de domination française. Il collabore au Temps et à L'Illustration et publie des études sur la représentation coloniale au Parlement et sur les sociétés concessionnaires au Congo français.
En 1910, Henri de Lamothe se rend acquéreur avec M. Boulloche de 1 000 hectares à Prey Nop au Cambodge pour y tenter la culture des hévéas. En 1916, les terres reviennent au domaine. Henri-Félix de Lamothe décéde le 20 mars 1926  à Paris.

## Famille
- Auguste Delamothe (vers 1760- ), avocat, magistrat, marié en 1795 à Anne Alberte Jamet (vers 1775-1824)
  - Adèle de Lamothe (1796- ), mariée à Richelieu en 1827 à Hippolyte Savatier (1795- ), avoué
    - Céleste Adèle Savatier (1828- )

  - Benjamin de Lamothe (Chizerai, Richelieu, 1799-1884), colonel directeur d'artillerie, officier de la Légion d'honneur[18], marié le 2 décembre 1834 à Verdun à Marie-Caroline Luchaire (1815- ), fille d'Amédée Jean Louis Félix Luchaire (1789-1862), directeur des contributions indirectes de l'arrondissement de Verdun en 1834, et de Marie Sophie Rollin †1834), dont il a eu :
    - Jules Auguste de Lamothe (Avignon, 1835- ), garde général puis inspecteur des forêts, marié en 1864 à Bouvesse-Quirieu à Marie Aimée Clémence Drier de Laporte ( Saint-Didier-de-La-Tour, 1835- )
      - Marie Clément Maurice de Lamothe (1866-1929), général de division, commandant de la division d'Oran[19],[20], grand-croix de la Légion d'honneur en 1928[21], marié en 1890 à Marie Antoinette de Paillot (Mâcon, 1869-1965)
        - Marie Élisabeth Berthe Caroline de Lamothe (1891-1962) mariée à Vérissey en 1909 à Louis Roserot (1877-1957)
          - Patrice Roserot de Melin (1911-2004) marié à Barbentane en 1939 à Régine de Puget de Barbentane (1911-1986)

        - François de Lamothe (1894-1916)

      - Charles Joseph de Lamothe (1872-1951), administrateur des colonies, marié en 1912 à Hélène de Chivré (1885-1913)

    - Henri Félix de Lamothe (1843-1926), administrateur colonial, officier de la Légion d'honneur[22], marié à Victorine Dondeine, dont il a eu :
      - Édouard de Lamothe (1885-1927), pilote d'essai des avions Lioré et Olivier, qui battit le record mondial de vitesse et de distance le 16 septembre 1926 avec Robert Bajac[23], avant de se tuer le 20 décembre 1927 au cours d'un essai[24],[25].

    - Léon Jean Benjamin de Lamothe (1849-1936)[26],général de division, grand officier de la Légion d'honneur[27].

## Publications
- Excursion au Canada et à la rivière Rouge du Nord, Le Tour du monde, volumes 30 et 35, 1875-1878. — Texte intégral de Excursion au Canada et à la rivière Rouge du Nord sur Wikisource.
- Cinq mois chez les Français d'Amérique. Voyage au Canada et à la rivière Rouge du Nord, Librairie Hachette, 1880, 373 p. (texte intégral sur Gallica : lire en ligne)
- L'Avenir de la question indigène en Algérie, 1880, 18 p.
- La Représentation coloniale, Comité de l'action républicaine aux colonies françaises, 1909, 52 p. (texte intégral sur Gallica : lire en ligne)
- Pour la représentation coloniale au Parlement. Avant-propos. Communication de M. de Lamothe... Rapport de M. Georges Boussenot... Discussion générale. Résolutions adoptées, Comité d'action républicaine aux colonies françaises, 1909, 112 p.
- (préface) Le Triomphe définitif en Indochine du mode de transcription de la langue annamite à l'aide des caractères romains ou "quôc ngû’, conférence faite le 6 juillet 1912 à la mairie du VIe arrondissement de Paris... par le capitaine Jules Roux... Avec une lettre-préface de M. H. de Lamothe, 8 p., dans Bibliothèque de la Revue indigène, 1912 (lire en ligne)
- (collaboration) Souvenirs des journalistes français anciens correspondants de guerre. Sur les champs de bataille. Collaborateurs : Jules Clarétie - Édouard Lockroy - E.-A. Spoll - Gustave de Coutouly - Gaston Lemay - Henri de Lamothe - Bertrand Millanvoye - Paul Ginisty - François Deloncle - Ch. Wehrung - Georges Fillion - G. Presseq-Rolland - Georges Gaulis - Pierre Mille - Henri Turot - Jean Hess - Jean Carrère - Maurice Gandolphe - Henri Dumolard - Réginald Kahn - Ludovic Naudeau - Raymond Recouly - Jean Rodes - Pierre Giffard. Campagne d'Italie - Les Mille - Guerre franco-allemande - Insurrection carliste - Guerre serbo-turque - Guerre russo-turque - En Tunisie - En Bosnie, Égypte, Birmanie et Japon - Au Tonkin - Guerre serbo-bulgare - Guerre gréco-turque - A Cheick-Saïd - Insurrection crétoise - A Manille - Guerre du Transvaal - En Chine - Au Maroc - Guerre russo-japonaise - Paul Ollendorf éditeur - 1911 - 340 pages
- « La politique américaine aux Philippines », Bulletin du Comité de l'Asie française, no 51,‎ juin 1905, p. 235-244 (lire en ligne)
- « Le gouvernement de l'Insulinde : Java », Bulletin du Comité de l'Asie française, no 53,‎ août 1905, p. 315-318 (lire en ligne)

## Décorations
- Officier de la Légion d'honneur, le 15 juillet 1897[28],
- Officier de l'instruction publique,
- Commandeur de l'ordre congolais belge du Lion,
- Grand-officier de l'ordre russe de Saint-Stanislas,
- Officier de l'ordre royal de Bulgarie.